# São Tomé és Príncipe címere
São Tomé és Príncipe címere egy sárga pajzs, amelyen egy pálmafát ábrázoltak zöld levelekkel és törzzsel. A pajzs felett egy ötágú kék csillagot, a felett pedig egy sárga szalagot helyeztek, amire az ország nevét írták fel. A két pajzstartó egy vándorsólyom és egy szürke jákópapagáj, amelyek egy sárga szalagon állnak, amin az ország mottója olvasható: „Unidade, Disciplina, Trabalho” (Egység, fegyelem, munka).